# Moschus moschiferus sachalinensis
Moschus moschiferus sachalinensis je kriticky ohrožený poddruh kabara pižmového, který je endemitem ruského ostrova Sachalin. Jeho populace je odhadována na 500 až 600 jedinců a stále klesá. Na Červeném seznamu Ruské federace je zapsán v kategorii I (kriticky ohrožený).